# امامزاده حسن (کرج)
امامزاده حسن نام امامزاده‌ای در کرج است. مکان این امامزاده نزدیک به کاروانسرای شاه‌عباسی در بلواری به همین نام در شهر کرج واقع است. این امامزاده از فرزندان موسی کاظم و کنیه ایشان عبدالقهار است. از فرزندان ایشان که در نزدیکی شهر کرج و در شهرستان ساوجبلاغ، بخش چندار، روستای ورده قرار دارد با قول عامه امامزاده ابوالحسن و امامزاده عبدالقهار مشهور است.